# پیشانه وایابی
پیشانه وایابی یکی از ویژگی‌های سیستم‌عامل‌های Windows 2000، Windows XP و Windows Server 2003 است. پیشانه وایابی ابزاری را برای مدیرها فراهم می‌کند تا با استفاده از یک واسط خط فرمان، محدوده مشخصی از وظایف را انجام دهند. عملکرد اصلی آن این است که مدیرها را قادر می‌سازد تا از وضعیت‌هایی که ویندوز راه اندازی نمی‌شود تا جایی که رابط کاربری گرافیکی نشان داده شود، بازیابی کنند. پیشانه وایابی برای دسترسی به هارد دیسک در مواقع اضطراری از طریق خط فرمان استفاده می‌شود. به این ترتیب، پیشانه وایابی یا از طریق رسانه اصلی نصب که برای نصب ویندوز استفاده می‌شود قابل دسترسی است، یا می‌توان آن را روی هارد دیسک نصب کرد و به منوی NTLDR اضافه کرد، با این حال، اتکا به دومی خطرناک‌تر است زیرا کامپیوتر می‌تواند تا حدی بوت شود که NTLDR بارگیری شود.

### فرمان‌ها
در زیر لیستی از دستورات داخلی پیشانه وایابی قرار دارد.
اگرچه در لیست دستورات موجود با استفاده از help و در بسیاری از مقالات در مورد پیشانه وایابی (از جمله مواردی که توسط مایکروسافت نوشته شده‌است) در دسترس است، دستور net در دسترس نیست؛ بنابراین هیچ راهی برای اتصال به یک پوشه مشترک در رایانه راه دور وجود ندارد.